# Wasserturm Neundorf

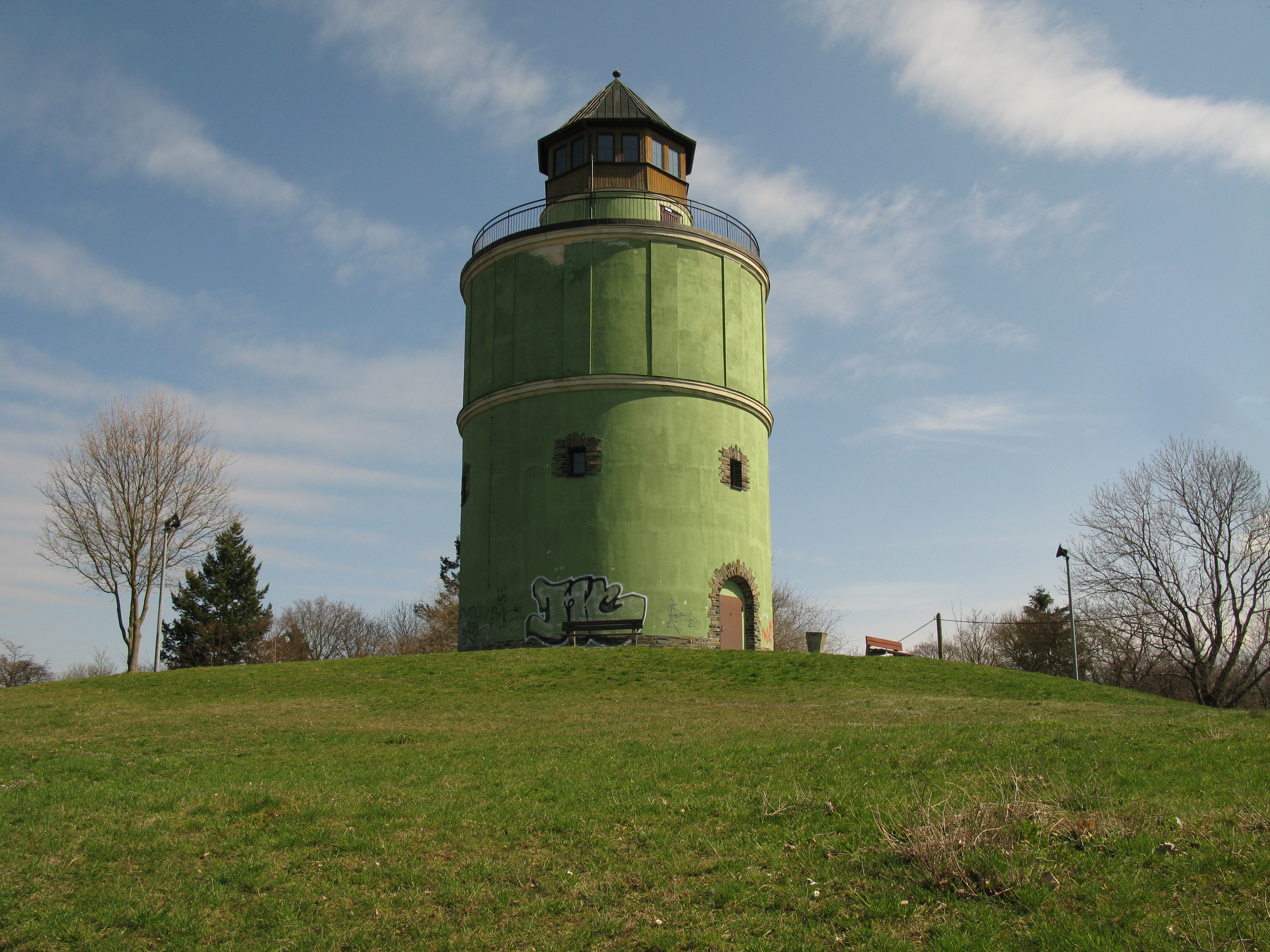
Der Wasserturm in Neundorf von Südwesten aus gesehen.

Der Wasserturm Neundorf gehört zu den Wahrzeichen des Plauener Stadtteils Neundorf und steht nordwestlich des Ortskerns auf dem 467,5 m ü. NHN hohen Warthübel, auch Wartberg genannt.

## Geschichte
Zur Verbesserung der Wasserversorgung der Bevölkerung wurde in Neundorf ein Wasserhochbehälter für das Wasserleitungsnetz benötigt. Die Errichtung eines solchen Wasserturmes wurde von der Amtshauptmannschaft Plauen zunächst abgelehnt; er hätte möglichen Feindflugzeugen als Orientierungspunkt dienen können. Nach der Selbstverpflichtung des Gemeinderates, den Turm mit einer Tarnfarbe zu versehen, wurde die Genehmigung erteilt. 1940 wurde der Wasserturm Neundorf gebaut und erhielt seinen bis heute beibehaltenen grünen Anstrich. Der Turm überstand den Zweiten Weltkrieg ohne größere Beschädigung.
Anfang der 1970er Jahre wurde der Wasserturm außer Betrieb genommen. Seit 1989 wird er als Aussichtsturm genutzt.

## Bauwerk
Der gedrungen wirkende hellgrüne Turm ist 19 m hoch und besteht aus einer Rundsäule mit einer Plattform in 11 m Höhe, auf der sich ein vieleckiger Aufbau befindet, der ebenfalls zugänglich ist.  Das Fassungsvermögen des Hochbehälters betrug 200 Kubikmeter und diente mehr der Herstellung gleichbleibenden Wasserdrucks denn der Wasserbevorratung. Die Bauausführung geht auf die Pläne von E. Oelschlägel zurück.
Die obere, verglaste Plattform in 14 m Höhe wird über 61 Stufen im Turm erreicht und bietet eine weite Aussicht.